# Engel Schack
Engel Carl Ernst Schack (født 11. august 1750 på Gut Wendorf i Mecklenburg-Schwerin, død 10. december 1811 på Gut Nustrow) var en tyskfødt dansk overhofmarskal.

## Karriere
Schack fødtes på godset Wendorf i Mecklenburg, som ejedes af faderen, kammerherre, hvid ridder Christoph Ernst Schack (1716-1782); moderen var Dorothea Catharine von Plessen (1725-1769).
Schack var 1762 i sprogmester G.F. Veuillemins institut i København. 14 år gammel blev Schack page ved det danske hof, hvor han 1766 avancerede til ældste page, 1769 til hofjunker og 1770 til kammerjunker, hvortil han desuden 1771 udnævntes til kammerpage hos kongen med ordre til stadig at være om ham, et bevis på, i hvor høj grad han besad Struensees tillid. Efter J.H.E. Bernstorffs opfattelse skyldtes denne udnævnelse dog dronningen og ikke Struensee.
Ved statskuppet 1772 bevarede Engel Schack sin stilling, og at han forstod at vinde det nye regeringsparti, viser hans hurtige avancement; således udnævntes han 1774 til kammerherre og blev også benådet med ringen Pro meriti, blev 1775 opvartende kammerherre hos kongen med hofmarskals rang, ordenssekretær og fik 4. september det hvide bånd (dvs Dannebrogordenen), 1776 naturaliseret som dansk adelsmand, udnævntes 1778 til gehejmeråd og 1780 til overhofmarskal, i hvilken stilling han desuden indtrådte som 1. medlem af Overtilsynskommissionen ved Det Kongelige Teater (fra 1782 præses). Han modtog mange eksempler på kongelig velvilje; blev 1781 benådet med kong Christian VII's navnechiffer i brillanter for stedse at bære samme på venstre bryst og blev 1784 overceremonimester. Desforuden modtog han flere gange store pengegaver, således en gang 100.000 rigsdaler.

### Fald fra magten
Efter statskuppet i 1784 fik Schack 30. april afsked fra sine hofstillinger, fik rang med Elefantriddere og udnævntes 24. maj til amtmand i Flensborg Amt, hvilken stilling han 1787 ombyttede med overpræsidiet i Kiel, hvorfra han 1799 tog sin afsked, hvorpå han drog til Mecklenburg, hvor han ejede godserne Nustrow, Alt und Neu Stassow, Grammow og Lübchin.
Engel blev 1808 gehejmekonferensråd. Han blev i 1810 medlem af Det kongelige danske Selskab for Fædrelandets Historie.
Schack, der 1792 havde skænket en sum penge til Søkadetakademiet, for hvis renter der hvert år uddeles en præmiemedalje med Henrik Gerners billede (Henrik Gerner Medaljen), døde på Nustrow 1811. Han er begravet i Basse Kirche.

## Ægteskab
6. december 1776 havde han ægtet hofdame Mette Pauline Rosenørn (født på Katholm 8. juli 1754, død på Nustrow 25. januar 1811), datter af gehejmeråd Peder Rosenørn. I dette ægteskab fik Engel Schack midler til at afbetale på en gæld, der var blevet ret betydelig.

## Gengivelser
- Portrætmaleri af Vigilius Eriksen (ca. 1776, Det Nationalhistoriske Museum på Frederiksborg Slot)
- Familieportræt af Engel Schack og Mette Rosenørn med deres to børn (ca. 1783, på Gut Grammow indtil 1945, nu privateje, solgt på som lot nr. 300 Christie's auktion nr. 9076, 24. april 2001 i London)[1]
- Marmorbuste af Luigi di Giuseppe Grossi 1783 (Det Nationalhistoriske Museum på Frederiksborg Slot)
- Silhouet (Det Nationalhistoriske Museum på Frederiksborg Slot)
- Buste af Hartman Beeken (Statens Museum for Kunst)
- Portrætteret på Wilhelm von Haffners tegning af Appartementssalen 1781 på Christiansborg (De Danske Kongers Kronologiske Samling)